# Going Backwards
Going Backwards è un singolo del gruppo musicale britannico Depeche Mode, pubblicato il 9 giugno 2017 come secondo estratto dal quattordicesimo album in studio Spirit.

## Promozione
Il singolo è stato diffuso inizialmente per le stazioni radiofoniche italiane il 9 giugno 2017, venendo pubblicato digitalmente il 23 dello stesso mese con una versione acustica eseguita come parte delle Highline Sessions.
Nel mese di agosto è stata commercializzata una nuova versione digitale composta da dodici remix del brano oltre ai remix di Poison Heart e You Move. Alcuni di questi sono stati inseriti nelle edizioni fisiche (su CD e doppio 12") distribuite a settembre.

## Tracce
Download digitale
1. Going Backwards – 5:43
2. Going Backwards (Highline Sessions Version) – 5:27

Download digitale – Remixes
1. Going Backwards (Radio Edit) – 3:51
2. Going Backwards (Chris Liebing Mix) – 9:08
3. Going Backwards (Chris Liebing Burn Slow Mix) – 7:08
4. Going Backwards (Solomun Extended Radio Remix) – 8:25
5. Going Backwards (Solomun Remix Radio Version) – 4:40
6. Going Backwards (Solomun Club Remix) – 7:53
7. Going Backwards (The Belleville Three Full Vocal Mix) – 6:44
8. Going Backwards (The Belleville Three Deep Bass Dub) – 5:58
9. Going Backwards (The Belleville Three Raw Detroit Dub) – 6:44
10. Going Backwards (The Belleville Three Full Vocal Mix Radio Edit) – 3:26
11. Going Backwards (Point Point Remix) – 4:32
12. Going Backwards (Maya Jane Coles Remix) – 5:56
13. Poison Heart (Soulsavers Re-Work) – 3:40
14. You Move (Latroit Remix) – 4:17

CD – Remixes
1. Going Backwards (Radio Edit) – 3:51
2. Going Backwards (Chris Liebing Mix) – 9:07
3. Going Backwards (Solomun Extended Radio Remix) – 8:25
4. Going Backwards (The Belleville Three Full Vocal Mix) – 6:44
5. Going Backwards (Point Point Remix) – 4:32
6. Going Backwards (Chris Liebing Burn Slow Mix) – 7:08
7. Going Backwards (Maya Jane Coles Remix) – 5:57
8. Poison Heart (Soulsavers Re-Work) – 3:45

12" – Remixes
- Lato A

1. Going Backwards (Chris Liebig Mix) – 9:07

- Lato B

1. Going Backwards (Solomun Club Remix) – 7:53
2. Going Backwards (The Belleville Three Deep Bass) – 5:58

- Lato C

1. Going Backwards (Chris Liebing Burn Slow Mix) – 7:08
2. Going Backwards (Point Point Remix) – 4:32

- Lato D

1. You Move (Latroit Remix) – 4:17
2. Poison Heart (Soulsavers Re-Work) – 3:45

## Formazione
Hanno partecipato alle registrazioni, secondo le note di copertina di Spirit:
Gruppo
- Andy Fletcher – strumentazione, voce
- Dave Gahan – voce principale
- Martin L. Gore – strumentazione, voce

Altri musicisti
- Matrixxman – programmazione
- Kurt Uenala – programmazione
- James Ford – batteria

Produzione
- James Ford – produzione, missaggio
- Jimmy Robertson – ingegneria del suono, assistenza al missaggio
- Connor Long – assistenza tecnica
- Oscar Munoz – assistenza tecnica
- David Schaeman – assistenza tecnica
- Brendan Morawski – assistenza tecnica, assistenza al missaggio
- Brian Lucey – mastering
- Anton Corbijn – copertina, grafica, direzione artistica, design
- SMEL – design